# 争执
《争执》 （又译作《斗争我和你》，马来文：Gadoh） 是马来西亚人权组织“社会传播中心”（ Pusat Komunikasi Masyarakat，简称KOMAS）制作于 2009年的电影。内容讲述一群不同种族的中学生在校内殴斗，一位女教师为了挽救校誉，特地邀请一位戏剧导师阿兹曼到校，通过戏剧教育改变学生们的价值观。
据电影的编导兼戏中的主要演员南农（Namron）透露，激发他创作这部电影的原因是他在成长阶段曾亲身感受到在马来西亚校园内的种族不和谐气氛，可是在社会上、在正规教育系统中却缺乏平台让来自不同族裔、不同宗教背景的社群展开公开和自由的讨论。于是他与纪录片导演布兰达·丹克（Brenda Danker）便尝试通过电影艺术去触碰禁忌，以揭示真实存在于日常生活中的各种偏见。

## 故事
以凯里尔（札希礼·阿晋）为首的马来族学生，以兴（Nicholas Liew Davis）为首的华族学生，在校内殴斗。蔡校长（赵坚华）接受女教师安（Maya Arissa Tan Abdullah）的建议，让涉及殴斗的学生参与戏剧活动，以替代惩罚。安邀得大学时的同窗阿兹曼（南农）担任问题学生的戏剧导师，让阿兹曼以自己的方式化解一群不同族裔学生之间的矛盾。除了凯里尔、兴、札希、Jan、立伟等涉及殴斗的学生外，加入剧团的还有常被他人欺凌的锡克裔学生Raj和厌恶学校教育的女生Linda。在开始阶段，阿兹曼无法取得学生们的信任；但随着他们接触的时间日长，彼此之间开始产生一种谅解。问题学生在戏剧训练中学会面对自己对他族的偏见，而导师本身也在和校方的周旋中反思自己的人生目标。

## 禁映风波
《争执》一戏自2009年开始，在全马各地巡回放映。但在2010年8月31日，由林连玉基金会、马六甲华堂青等联办的放映会活动却因遭到警方的禁止而宣告流产。根据主办单位所述，警方禁止放映活动的原因是内政部认为这部影片危害国家安全、破坏种族和谐。

## 外部衔接
- "Gadoh主页"
- "Pusat KOMAS on Vimeo "（页面存档备份，存于）